# Herbst-Anemone
Die Herbst-Anemone (Anemone hupehensis) ist eine Pflanzenart aus der Gattung Windröschen (Anemone) innerhalb der Familie der Hahnenfußgewächse (Ranunculaceae). Sie wird in den Gemäßigten Gebieten als Zierpflanze in Parks und Gärten oder als Schnittblume verwendet.

## Beschreibung

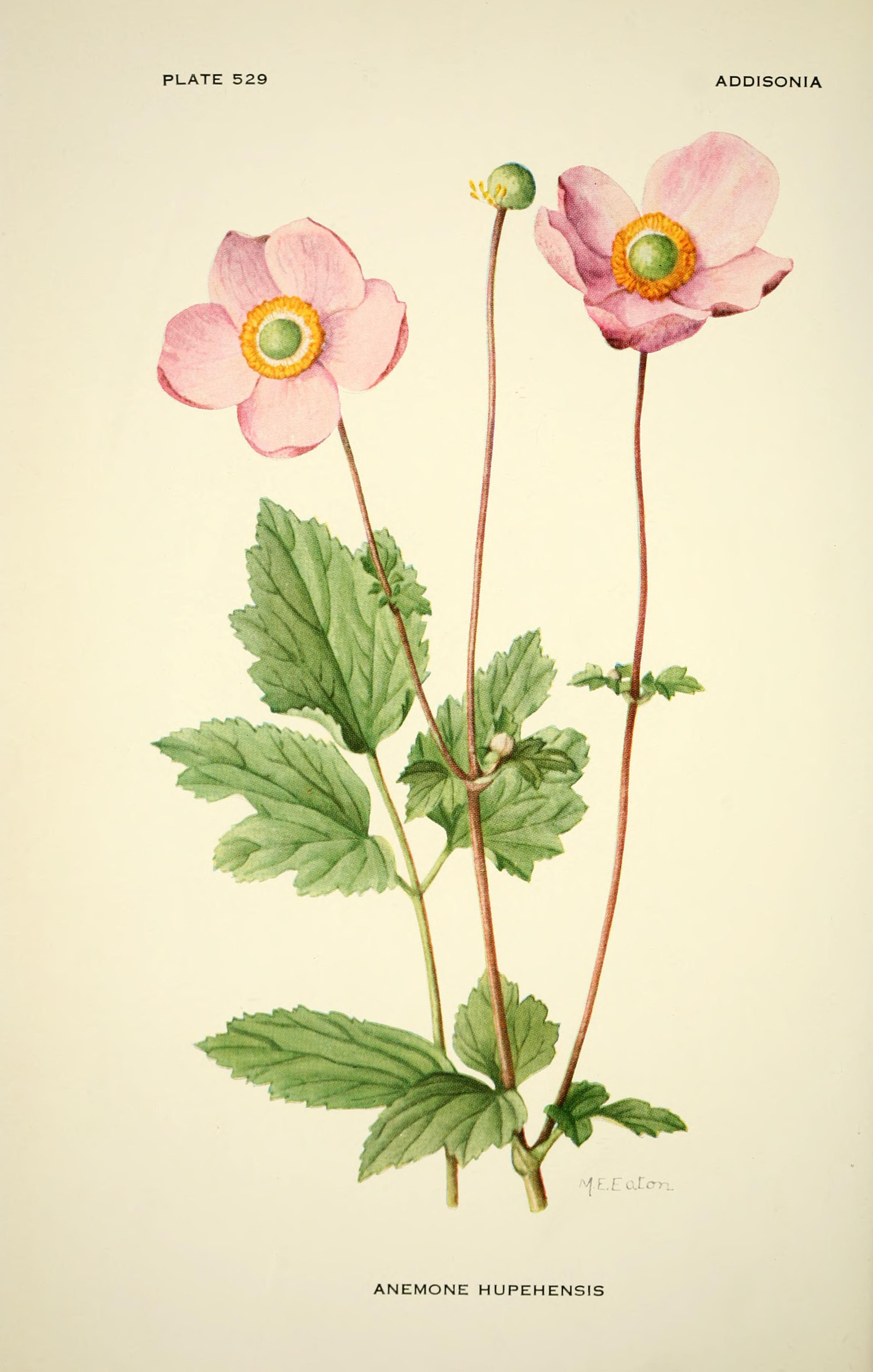
Illustration aus Addisonia - colored illustrations and popular descriptions of plants

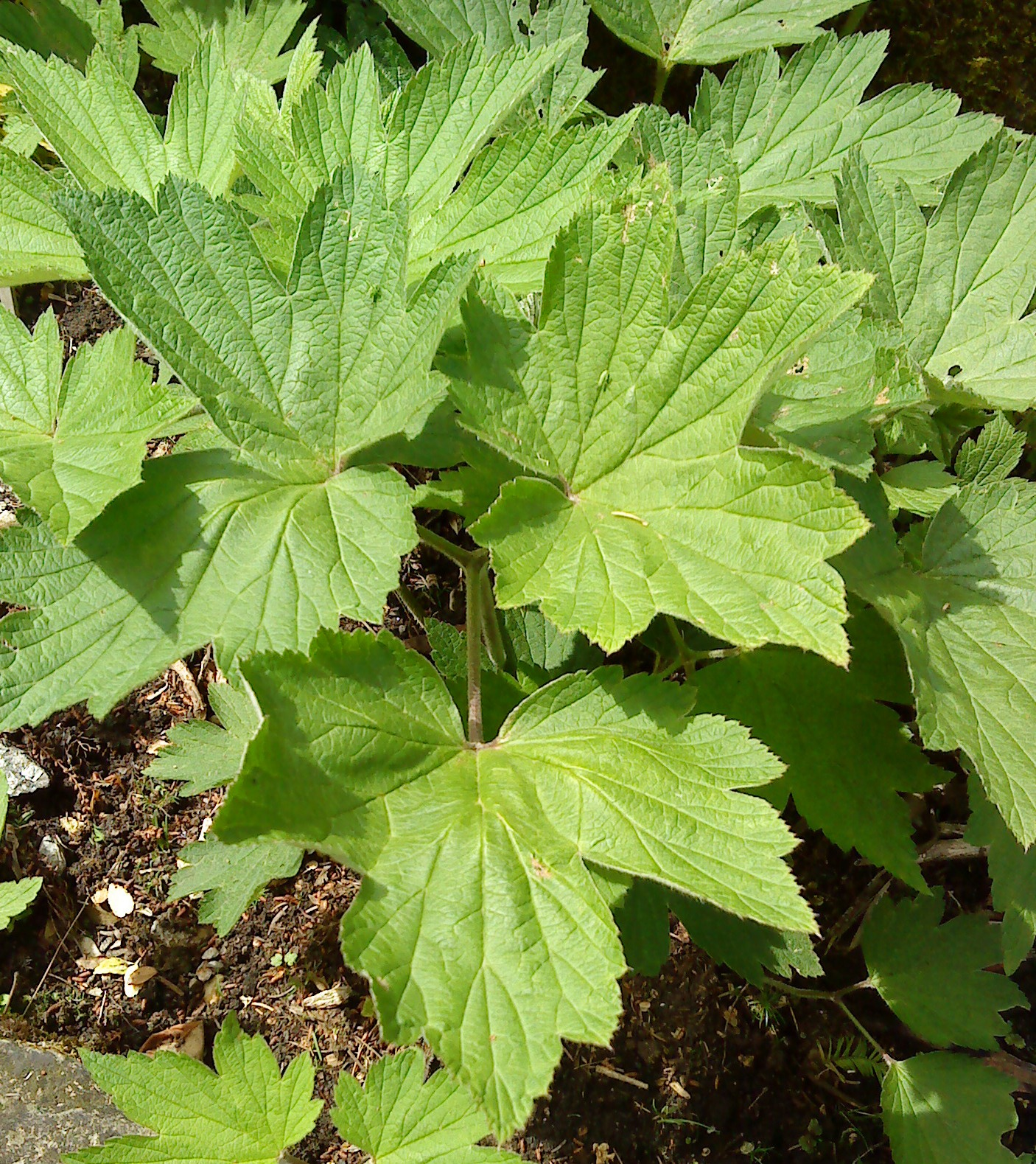
Gestielte, dreiteilig gefiederte Laubblätter

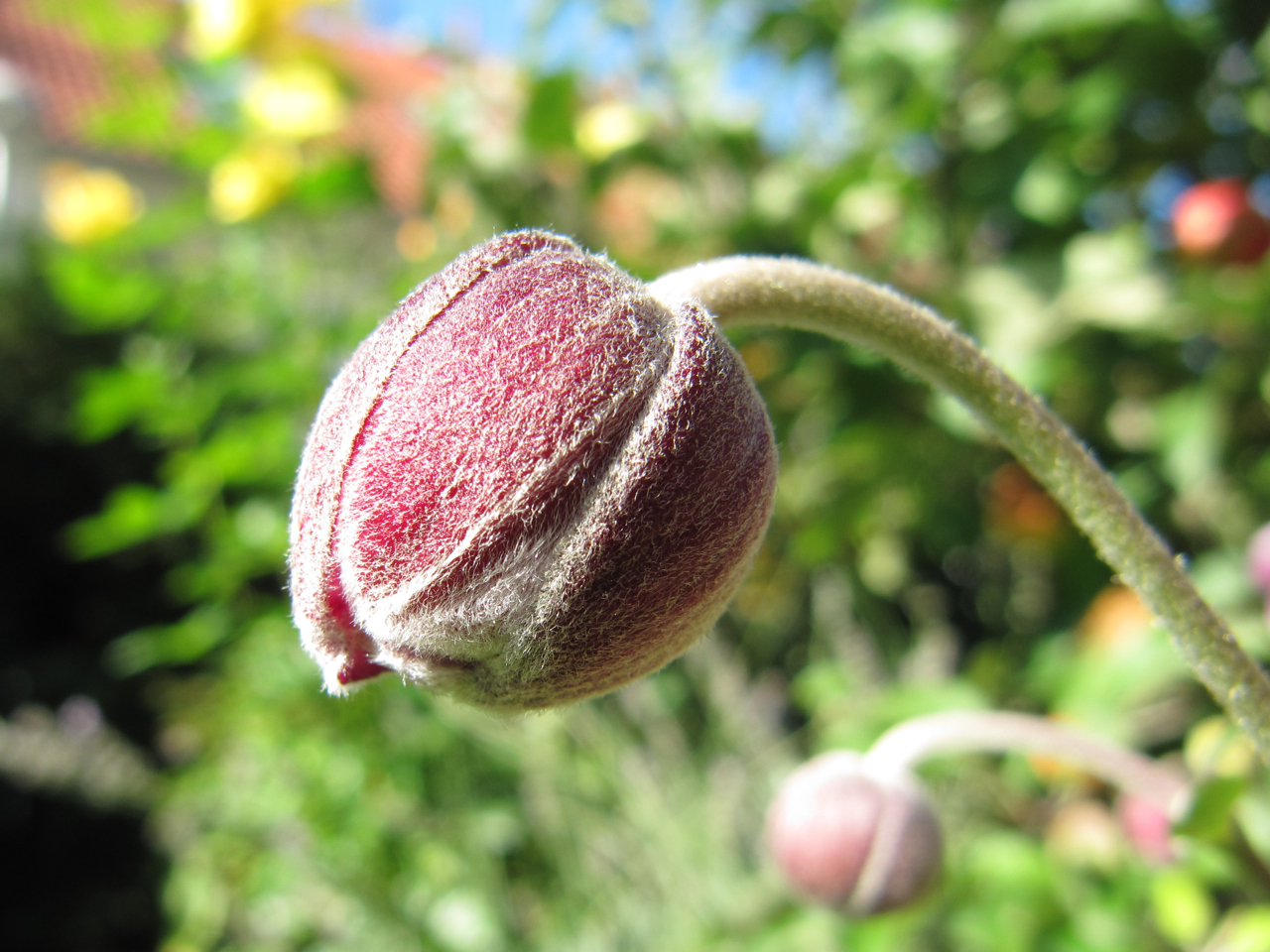
Blütenknospe

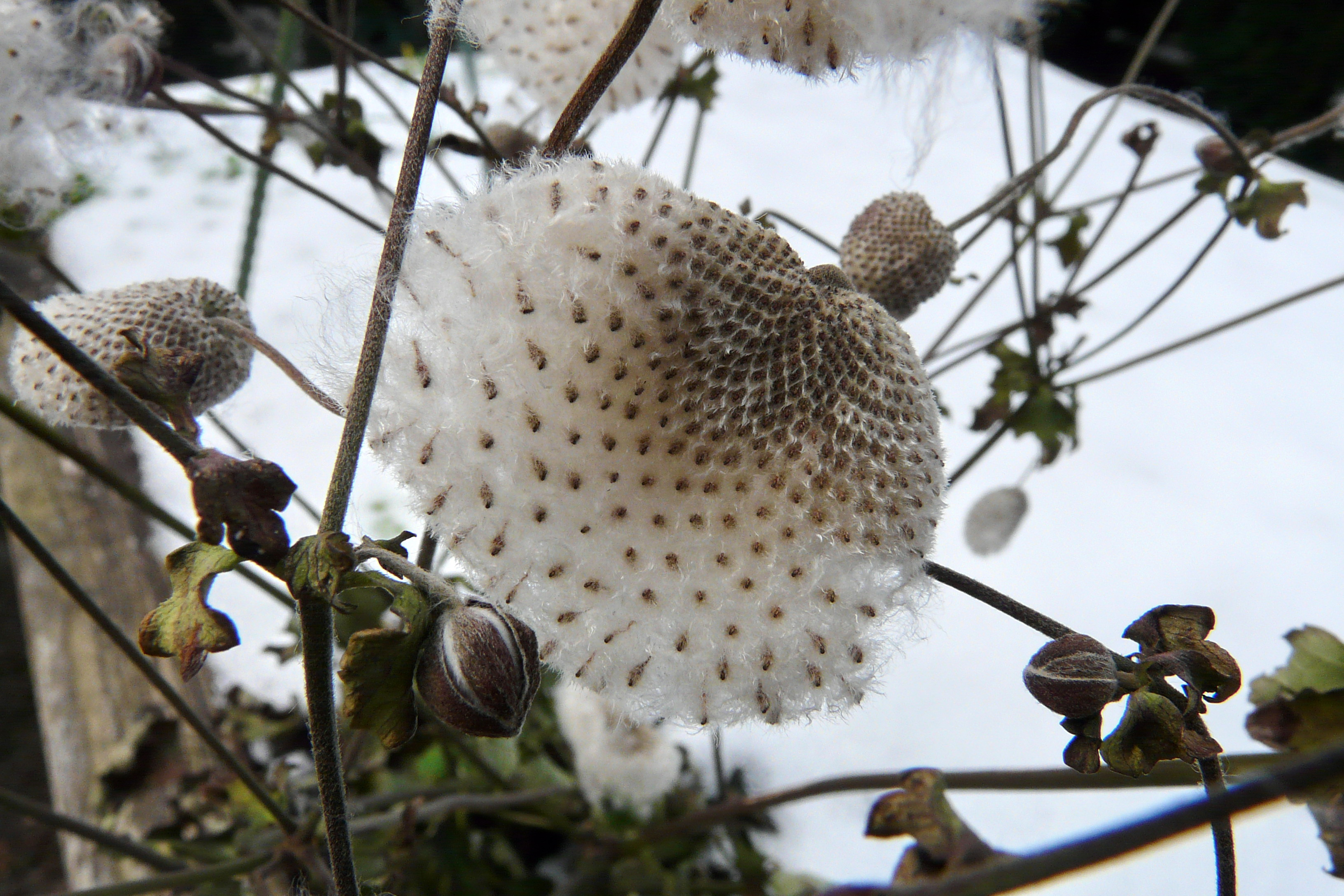
Fruchtstand

### Vegetative Merkmale
Die Herbst-Anemone wächst als ausdauernde krautige Pflanze. Als Überdauerungsorgane bildet sie verzweigte aufrechte, verholzende, kurze Knollen mit einer Länge von 8 bis 12 cm und einem Durchmesser von 0,5 bis 0,7 cm.
An jedem Pflanzenexemplar werden drei bis fünf intensiv behaarte Laubblätter gebildet, die in Blattstiel und Blattspreite gegliedert sind. Die Blattstiele sind 5 bis 35 cm lang. Die Blattspreite ist dreiteilig gefiedert. Die eiförmigen Fiederblätter sind jeweils 2 bis 5 cm lang gestielt, das mittlere ist 4 bis 10 cm lang und 3 bis 10 cm breit, die seitlichen sind kleiner.

### Generative Merkmale
Der etwas behaarte Blütenstandsschaft erreicht meist eine Wuchshöhe von 30 bis 100, selten bis 120 cm. Der zymöse Blütenstand weist zwei oder drei Verzweigungen auf, enthält drei Hochblätter und viele Blüten. Die laubblattähnlichen Hochblätter sind 2 bis 3 cm lang gestielt, auch dreiteilig und 3 bis 7 cm groß. Die behaarten Blütenstiele sind 3 bis 10 cm lang, und die seitlichen stehen über kleinen paarigen Deckblättern.
Die zwittrigen Blüten sind radiärsymmetrisch. Bei den Naturformen und einfachblühenden Kulturformen sind fünf Blütenhüllblätter vorhanden, bei gefülltblühenden Sorten können es bis zu zwanzig sein; sie sind weiß über rosa- und purpurfarben bis rot, verkehrt-eiförmig, 2 bis 3 cm lang und 1,3 bis 2 cm breit. Die vielen Staubblätter sind 4 bis 6 mm lang mit dünnen Staubfäden. Die mehr als 180 freien Fruchtblätter sind etwa 1,5 mm lang. Der gerade Griffel ist kurz. Die Blütezeit reicht von etwa Juli bis Oktober.
Die eiförmige Achäne ist etwa 2 mm lang und 1 mm breit; sie ist wollig behaart mit 3 bis 4 mm langen Haaren.
Die Chromosomenzahl beträgt für beide Varietäten 2n = 16.

## Vorkommen
Anemone hupehensis var. hupehensis wächst natürlich in Gebüschen, grasigen Hängen und an Flussufern in hügeligen Gebieten in Höhenlagen zwischen 400 und 2600 Meter in Taiwan und den chinesischen Provinzen nördliches Guangdong, nördliches Guangxi, Guizhou, westliches Hubei, Jiangxi, südliches Shaanxi, Sichuan, Yunnan und östliches Zhejiang (Tiantai Shan). Viele Sorten werden als Zierpflanzen kultiviert und neigen zum Verwildern.

## Systematik

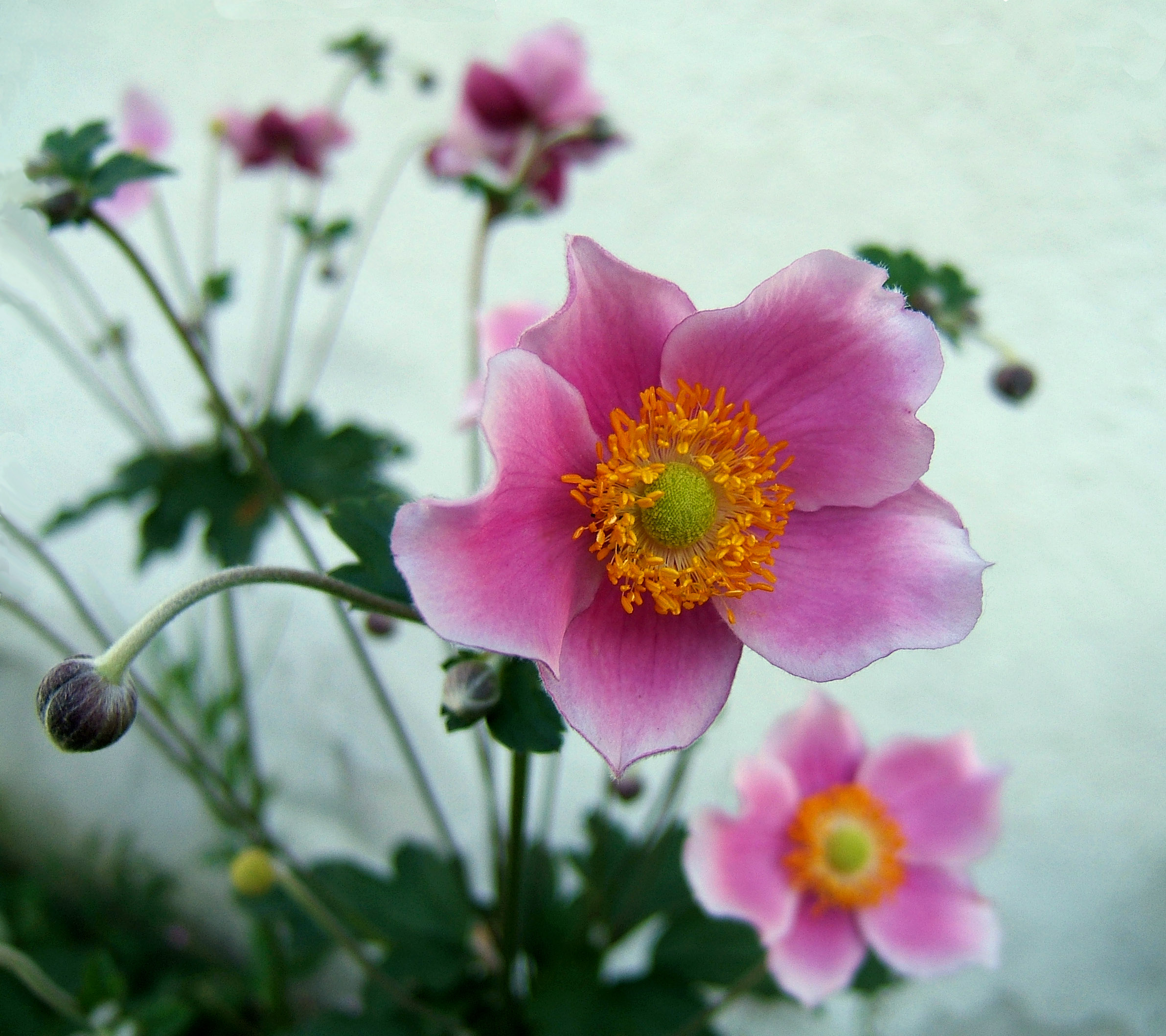
Herbst-Anemone (Anemone hupehensis)

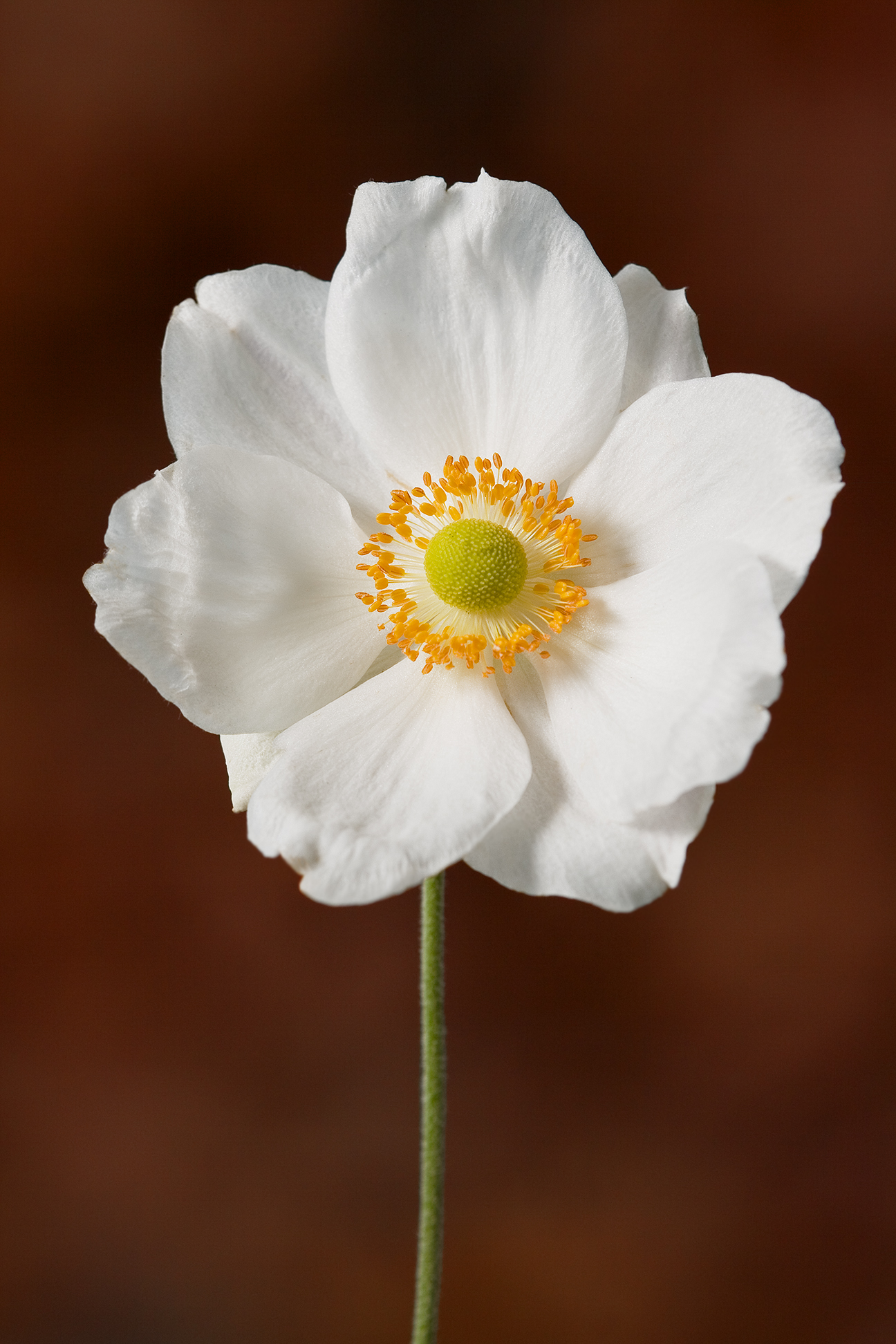
Blüte der Japanischen Herbst-Anemone (Anemone hupehensis var. japonica)

Die Erstbeschreibung unter dem Namen Anemone japonica var. hupehensis erfolgte 1908 durch Victor Lemoine in V. Lemoine & Fils Catalogue et prix-courant, 170, 42, aber 1910 veröffentlichte der gleiche Autor in V. Lemoine & Fils Catalogue et prix-courant, 176, 40 den heute gültigen botanischen Namen Anemone hupehensis.
Gültig sind zurzeit zwei Varietäten:
- Anemone hupehensis (Lemoine) Lemoine var. hupehensis: Sie ist in Taiwan und China beheimatet.
- Anemone hupehensis var. japonica (Thunb.) Bowles & Stearn: Sie ist in Japan und China beheimatet. Die chinesischen Vorkommen könnten, schon vor der Entdeckung dieser Varietät durch Europäer, verwilderte Zierpflanzen sein.

Es gibt viele Kulturformen, die oft als Anemone hupehensis bezeichnet werden, sie werden aber besser Anemone-Hybriden genannt, denn es sind wohl auch andere Arten an ihrer Züchtung beteiligt.

## Pflege als Zierpflanze
Der Standort kann sonnig, halbschattig bis schattig sein. Humusreicher, frischer Boden ist empfehlenswert. Bei gutem Standort neigen sie zum Verwildern.
Man vermehrt im Frühjahr durch Teilung (Abtrennung der Ausläufer) oder durch Wurzelschnittlinge im Spätherbst. Ältere Pflanzen lassen sich wegen der Pfahlwurzeln schlecht verpflanzen.
Vermehrung aus Samen ist nicht üblich, aber möglich. Die kleinen Samenkörner setzt man auf feuchte Erde und lässt sie den Winter über ruhen (Kaltkeimer). Die Sämlinge erscheinen dann im nächsten Frühjahr.